# Westlake Village
Westlake Village város az USA Kalifornia államában, Los Angeles megyében. Lakosainak száma 8029 fő (2020. április 1.).

## Népesség
A település népességének változása:

| 2010 | 8 270 |
| 2020 | 8 029 |